# Dominik Hollý
Dominik Hollý (Bánovce nad Bebravou, 11 novembre 2003) è un calciatore slovacco, centrocampista dello Sparta Praga e della nazionale Under-21 slovacca.

## Carriera

### Club
Cresciuto nel settore giovanile dell'AS Trenčín, ha esordito in prima squadra il 25 agosto 2021, nella partita di Coppa di Slovacchia vinta per 0-3 contro il Thermál Veľký Meder. Il 1º gennaio 2023 prolunga fino al 2024 con i biancorossi.

### Nazionale
Ha giocato nelle selezioni giovanili nazionali: Under-18, Under-19 e Under-20.
L'11 maggio 2023, è stato incluso dal selezionatore Albert Rusnák nella lista dei convocati della nazionale Under-20 partecipante al Mondiale di categoria in Argentina.
Nel dicembre 2022 il commissario tecnico della nazionale maggiore, Francesco Calzona, lo convoca nello stage riservato ai migliori giovani talenti di interesse nazionale. Esordisce con la massima selezione slovacca il 5 giugno 2024 nell'amichevole vinta 3-0 contro San Marino.

## Statistiche

### Presenze e reti nei club
Statistiche aggiornate al 21 gennaio 2023.
| Stagione        | Squadra         | Campionato      | Campionato | Campionato | Coppe nazionali | Coppe nazionali | Coppe nazionali | Coppe europee | Coppe europee | Coppe europee | Altre coppe | Altre coppe | Altre coppe | Totale | Totale |
| Stagione        | Squadra         | Comp            | Pres       | Reti       | Comp            | Pres            | Reti            | Comp          | Pres          | Reti          | Comp        | Pres        | Reti        | Pres   | Reti   |
| --------------- | --------------- | --------------- | ---------- | ---------- | --------------- | --------------- | --------------- | ------------- | ------------- | ------------- | ----------- | ----------- | ----------- | ------ | ------ |
| 2021-2022       | AS Trenčín      | SL              | 17+2       | 3          | CS              | 5               | 1               | -             | -             | -             | -           | -           | -           | 24     | 4      |
| 2022-2023       | AS Trenčín      | SL              | 9          | 0          | CS              | 2               | 1               | -             | -             | -             | -           | -           | -           | 11     | 1      |
| Totale carriera | Totale carriera | Totale carriera | 26+2       | 3          |                 | 7               | 2               |               | -             | -             |             | -           | -           | 35     | 5      |